# Výčetní tloušťka a výška

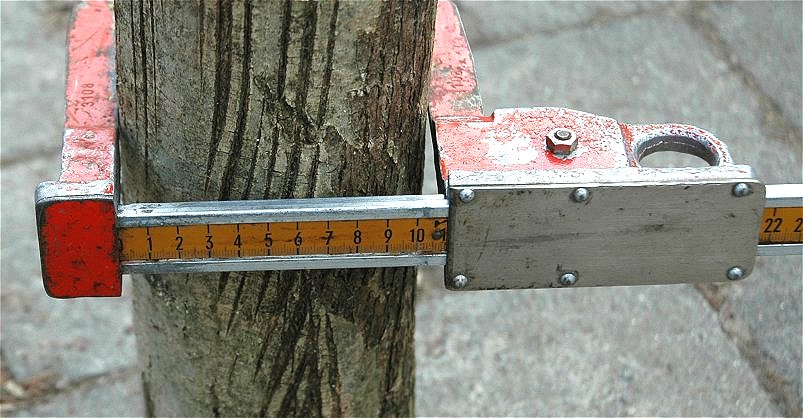
Průměrka

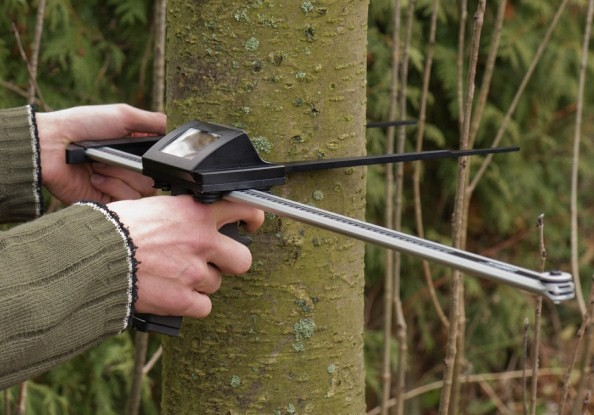
Elektronická průměrka Field-Map umožňuje měřit průměr stromů ve výčetní výšce a odesílat data přes Bluetooth do terénního počítače.

Výčetní tloušťka stromu je tloušťka (průměr) kmene stromu v tzv. výčetní výšce, tj. 1,3 m. Přesně je definována jako vzdálenost rovnoběžných tečen k obvodu kmene v průřezu kolmém na osu kmene ve výšce 1,3 m od paty kmene. Měrnou jednotkou jsou milimetry (mm).

## Způsob měření
Před měřením je potřeba věnovat pozornost povrchu terénu u paty kmene, odstranitelné překážky musí být odstraněny. K vyznačení výčetní výšky 1,3 m se používá měrná lať. Měřiště, tj. místo ve výši 1,3 m, ve kterém se měření provádí, se trvale označí zatlučením měděného hřebíku. Ve svažitém terénu se sklonem nad 10° se měřiště umísťuje vždy na tu stranu stromu, která je přivrácena ke svahu.
Vlastní měření se provádí průměrkou, posuvným měřidlem, které obkročí kmen. V místě styku ramen průměrky s obvodem kmene musí být odstraněna případná odchlíplá kůra, lišejníky apod. Měření na jednom kmeni se provádí tzv. křížovým měřením. Jednou se průměrka přikládá ve směru sever-jih, podruhé západ-východ. Výsledná hodnota je aritmetickým průměrem obou měření. Existují i průměrky elektronické, kde se naměřené hodnoty převádí na digitální údaje, a ty se přímo ukládají do paměti průměrky.
Pokud tloušťka kmene překračuje délku ramen průměrky, použije se obvodové páskové měřítko, to bývá přímo cejchováno v milimetrech průměru kmene. Průměrku i obvodové měřítko se musí ke kmeni v místě měřiště přikládat vždy tak, aby byly kolmé k podélné ose stromů (platí i pro stromy nakloněné).
- A – Měření rovného stromu na rovině a mírném svahu se sklonem do 10°.
- B – Měření rovného stromu ve svahu se sklonem 10° a více.
- C – Měření stromu s chůdovými kořeny na kameni.
- D – Měření nakloněného stromu.
- E – Měření rozdvojeného stromu, kde rozdvojení je pod výškou 1,3 m, oba kmeny jsou měřitelné.
- F – Měření rozdvojeného stromu, kde rozdvojení je nad výškou 1,3 m, oba kmeny nelze měřit samostatné.

Poznámka: Podle E je strom za rozdvojený, dvoják, považován pouze tehdy, mají-li oba kmeny přibližně stejnou výčetní tloušťku.

## Využití
Naměřené výčetní tloušťky jsou důležitými podklady pro inventarizaci lesních porostů, pro průběžné hodnocení přírůstků a pro výpočet průměrné (vyrovnané) výšky stromu. Ze změřené výčetní tloušťky a vypočtené vyrovnané výšky lze spočítat objem dřevní hmoty u stojících i ležících kmenů. Z výčetní tloušťky, která je úměrná druhu stromu a jeho stáří, lze dovodit i věk lesa.

## Odlišnosti
Normovaná výška 1,3 m se používá v kontinentální Evropě, Velké Británii, Austrálii a v Kanadě, naopak v USA, Jižní Africe, Malajsii a na Novém Zélandu se výčetní tloušťka měří ve výšce 1,4 m (dříve 4,5 stopy = 1,37 m). V mnoha případech je rozdíl takto naměřených hodnot zanedbatelný.